# Jack Haley (baloncestista)
Jack Kevin Haley  (Long Beach, California, 27 de enero de 1964-Los Alamitos, California, 16 de marzo de 2015) fue un baloncestista estadounidense. Con 2.08 de estatura, jugaba en la posición de pívot.

## Trayectoria deportiva

### Universidad
Jugó durante tres temporadas con los Bruins de la Universidad de California en Los Ángeles, en las que promedió 3,7 puntos, 4,4 rebotes por partido.

### Profesional
Fue elegido en la posición 79 del Draft de la NBA de 1987 por los Chicago Bulls. Su primera experiencia profesional sería en el RCD Espanyol, promediando 18 puntos, y 9 rebotes en 21 partidos, no terminó la temporada, siendo sustituido por el dominicano Evaristo Pérez. Después jugaría durante 9 temporadas en la NBA, una temporada en la CBA y otra en la liga griega. En la NBA  promedió 3,5 puntos y 2,7 rebotes en 341 partidos.

## Características
Haley fue conocido por su fama de «agitatoallas» (apelativo que se conoce en baloncesto a jugadores que no disponen de muchos minutos de juego, pero que si animan y tienen una actitud positiva desde el banquillo) y también por ser un gran apoyo moral de Dennis Rodman, en los míticos Chicago Bulls de la segunda mitad de los noventa. Tal y como revela Phil Jackson en su libro Once anillos: el alma del éxito, su función era la de cuidar y vigilar a Dennis Rodman, cuando ambos aterrizaron juntos desde los San Antonio Spurs. Rodman era un alma libre, y domar su espíritu era clave para hacer imparables a los Bulls. «El Maestro Zen» puso al «Gusano» bajo la tutela de Haley, por la cercanía existente entre ambos.